# Valentina Cortese
Valentina Cortese, född 1 januari 1923 i Milano, död 10 juli 2019 i Milano, var en italiensk skådespelare.
Cortese var Oscarsnominerad för bästa kvinnliga biroll i filmen Dag som natt vid Oscarsgalan 1975.
Hon var 1951–1960 gift med den amerikanske skådespelaren Richard Basehart (1914–1984).

## Filmografi i urval
- 1941 – Orizzonte dipinto
- 1947 – Il Passatore
- 1948 – Samhällets olycksbarn
- 1949 – Hemligt uppdrag i Malaya
- 1949 – Thieves' Highway
- 1954 – Barfotagrevinnan
- 1962 – Axel Munthe - Der Arzt von San Michele
- 1964 – Besöket
- 1971 – Båtbygget
- 1972 – Broder sol och syster måne
- 1972 – Mordet på Trotskij
- 1973 – Dag som natt
- 1974 – Appassionata
- 1977 – Jesus från Nasaret (TV-serie)
- 1988 – Baron Münchausens äventyr